# Bruschied
Bruschied ist eine Ortsgemeinde im Landkreis Bad Kreuznach in Rheinland-Pfalz. Sie gehört der Verbandsgemeinde Kirner Land an.

## Geographie

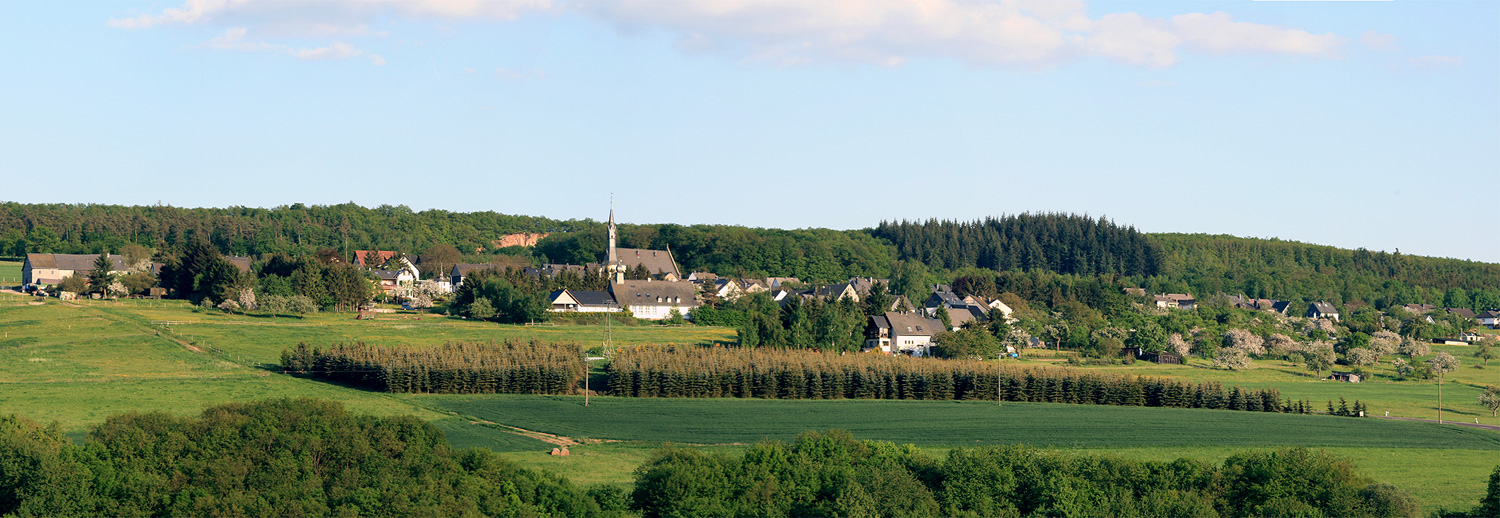
Bruschied im Lützelsoon

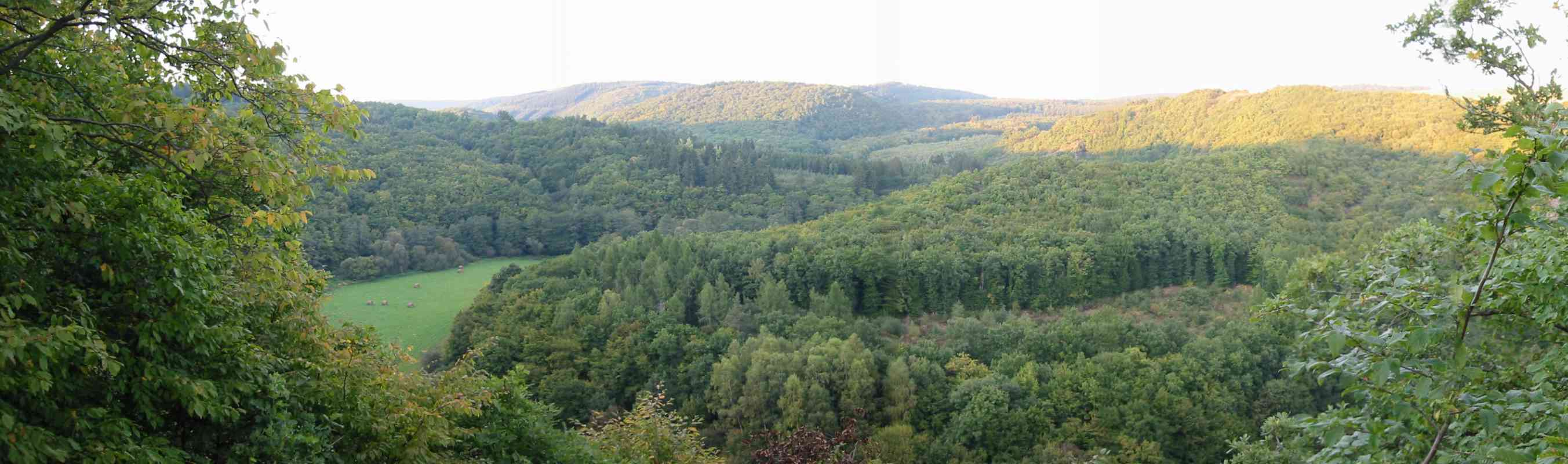
Wildromantisches Hahnenbachtal

### Lage
Bruschied liegt im südlichen Hunsrück, westlich des Lützelsoons. Der Lützelsoon-Radweg verläuft durch den Ort. Zu Bruschied gehört der im Hahnenbachtal gelegene Ortsteil Rudolfshaus.
Nachbarorte sind Rudolfshaus (Ortsteil von Bruschied), Schneppenbach, Hennweiler, Hahnenbach, Bundenbach und Sonnschied.

### Flächennutzung
Stand 31. Dezember 2009:
- Landwirtschaftsfläche: 37,6 %
- Waldfläche: 45,8 %
- Wasserfläche: 1,0 %
- Siedlungs- und Verkehrsfläche: 15,6 %

## Geschichte und Namensherkunft
Das Dorf Bruschied gehörte im Mittelalter zu einer größeren Grundherrschaft der Reichsabtei St. Maximin bei Trier, die – neben Bruschied – die Siedlungen Hausen bei Rhaunen, Woppenroth, Blickersau (Wüstung), Kaffeld (Wüstung), Bundenbach und Schneppenbach umfasste und vermutlich dem „Hofe Hausen“ unterstellt war.
Bruschied bildete zusammen mit Schneppenbach eine Gemarkung und taucht erstmals im Jahr 1023 unter dem Namen „Prubesdervot“ in den Güterlisten auf.
1282 heißt es „Probsterade“, 1426 „Proistrot“. Ortsnamenforscher deuten den Namen als „Rodung, die auf Propsteigut angelegt war“.
Der Gemarkungsbezirk der beiden Dörfer war im Mittelalter gleichzeitig „Gerichtsbezirk“, wo Schultheiß und Schöffen innerhalb dieses „Ingerichts“ die niedere Gerichtsbarkeit ausübten. Dieses Ingericht war Bestandteil des Hochgerichts Rhaunen, das sich ursprünglich im Besitz der Wildgrafen befand, und die Blutgerichtsbarkeit einschloss.
Nach dem endgültigen Übergang der Schmidtburg an den Erzbischof und Kurfürsten von Trier gehörten Bruschied und Schneppenbach ab der Mitte des 14. Jahrhunderts zur Herrschaft Schmidtburg, die später das Amt Schmidtburg bildete und bis gegen Ende des 18. Jahrhunderts bestand. Die Ortsherrschaft über beide Dörfer lag zu gleichen Teilen bei Kurtrier und den Herren von Wiltberg.
Im Jahr 1563 wohnten in Bruschied 10 Familien. Davon waren 6 Familien dem Kurfürsten, 4 Familien den Wiltbergern abgaben- und dienstpflichtig.
Kirchlich gehörten Bruschied und Schneppenbach zur Pfarrei Hausen, wo um 1555 die Reformation eingeführt wurde. Da der kurtrierische Amtmann Nikolaus Schenk von Schmidtburg zum neuen Glauben übertrat, mussten auch die Einwohner von Bruschied die protestantische Konfession annehmen. Nach mehrfachem Bekenntniswechsel im Dreißigjährigen Krieg wurden im Zuge der Gegenreformation die Dörfer Bruschied, Schneppenbach und Bundenbach wieder katholisch.
Nach der französischen Gebiets- und Verwaltungsreform im Jahr 1798 kam Bruschied zur neu geschaffenen Mairie de Kirn, der es bis zum Ende der französischen Herrschaft im Jahr 1814 angehörte. Die Gemeinde verblieb auch in der darauffolgenden preußischen Zeit zunächst in diesem Gemeindeverband, der ab 1815 die Bezeichnung „Bürgermeisterei Kirn“ trug. Nach vorübergehender Zugehörigkeit dieser Gebietskörperschaft zum Kreis Simmern und zum Kreis Oberstein wurde Bruschied im Jahr 1817 der zum Kreis Simmern zählenden Bürgermeisterei Gemünden zugeteilt, die später anstelle der bisherigen Bezeichnung die Namen „Amt“ und „Verbandsgemeinde“ erhielt.
Mit der zuletzt erfolgten Gebiets- und Verwaltungsreform in Rheinland-Pfalz wurde am 8. November 1970 die Verbandsgemeinde Gemünden aufgelöst und Bruschied zusammen mit den Gemeinden Kellenbach, Königsau, Schneppenbach und Schwarzerden in die Verbandsgemeinde Kirn-Land innerhalb des Landkreises Bad Kreuznach eingegliedert.
Unter den Kunstdenkmälern und denkmalgeschützten Gebäuden ist für Bruschied zuerst die katholische Kirche St. Franz Xaver zu erwähnen. Die Kirche wurde 1892/1893 nach Plänen des Freiburger Dombaumeisters Max Meckel an der Stelle einer kleineren Kirche aus dem 18. Jahrhundert als neugotischer, einschiffiger Putzbau mit 5/8-Chor errichtet. Eine umfassende Restaurierung des Kircheninnern erfolgte 1969/1970, die Kirche enthält u. a. mehrere Bildwerke aus der Zeit um 1700.
Weitere denkmalgeschützte Bauten sind in Bruschied die 1699 von einer Bruschieder Bürgerin gestiftete Marienkapelle und ein aus dem 17. Jahrhundert stammendes Wohnhaus an der Oberdorfstraße.
1827 begann eine Auswanderungswelle, zunächst nach Brasilien, ab 1843 nach Nordamerika und ab 1856 nach England und Algerien.
Einwohnerstatistik
Die Entwicklung der Einwohnerzahl von Bruschied, die Werte von 1871 bis 1987 beruhen auf Volkszählungen:
| Jahr | Einwohner |
| 1815 | 286       |
| 1835 | 293       |
| 1871 | 291       |
| 1905 | 320       |
| 1939 | 286       |
| 1950 | 304       |

| Jahr | Einwohner |
| 1961 | 301       |
| 1970 | 321       |
| 1987 | 301       |
| 2005 | 304       |
| 2022 | 334       |

## Politik

### Gemeinderat
Der Gemeinderat in Bruschied besteht aus acht Ratsmitgliedern, die bei der Kommunalwahl am 9. Juni 2024 in einer Mehrheitswahl gewählt wurden, und dem ehrenamtlichen Ortsbürgermeister als Vorsitzendem.
Die Sitzverteilung im Gemeinderat:
| Wahl | WGE               | WGS               | Gesamt  |
| ---- | ----------------- | ----------------- | ------- |
| 2024 | per Mehrheitswahl | per Mehrheitswahl | 8 Sitze |
| 2019 | 4                 | 2                 | 6 Sitze |
| 2014 | 4                 | 2                 | 6 Sitze |
| 2009 | per Mehrheitswahl | per Mehrheitswahl | 6 Sitze |

- WGE = Wählergruppe Engbarth
- WGS = Wählergruppe Steina

### Bürgermeister
Patrick Steina wurde am 2. Juli 2024 Ortsbürgermeister von Bruschied.  Bei der Direktwahl am 9. Juni 2024 war er mit einem Stimmenanteil von 70,3 % ohne Gegenkandidat für fünf Jahre gewählt worden.
Steinas Vorgänger Thomas Engbarth hatte das Amt von 1996 bis 2024 ausgeübt.

### Wappen
| Wappen von Bruschied | Blasonierung: „Unter silbernem Schildhaupt, darin ein rotes Balkenkreuz, in blauem Feld zwei gekreuzte silberne Dachdeckerhämmer, bekleidet von einer silbernen Dachplatte.“ |
| Wappen von Bruschied | Wappenbegründung: Das Schildhaupt nimmt Bezug zur ehemaligen Zugehörigkeit zu Kurtrier, Dachdeckerhämmer und Dachplatte verweisen auf die Schiefergruben in der Gemeinde Bruschied. Der Gemeinderat beauftragte den Grafiker Brust, Kirnsulzbach, einen Entwurf für ein Gemeindewappen zu erarbeiten. In der Sitzung am 11. Oktober 1972 nahm der Rat den vorgelegten Entwurf an. Nach Zustimmung durch das Staatsarchiv erteilte das Ministerium des Innern in Mainz am 27. November 1972 die Genehmigung zur Führung eines eigenen Wappens. |

## Kultur und Sehenswürdigkeiten

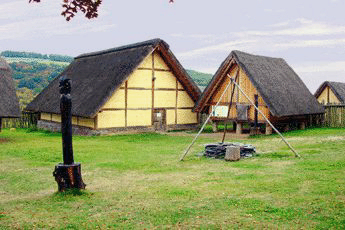
Rekonstruierte keltische Höhensiedlung „Altburg“

- die mittelalterliche Burgruine Schmidtburg
- die Schiefergrube Herrenberg (seit 1976 Besucherbergwerk) und das Fossilienmuseum
- die La-Tène-zeitliche keltische Höhensiedlung Altburg
- der Aussichtsturm Teufelsfels (568 m), direkt neben dem gleichnamigen sagenhaften Quarzithärtling auf dem Lützelsoon über dem Dorf
- das wildromantische unberührte Hahnenbachtal

Siehe auch: Liste der Kulturdenkmäler in Bruschied

## Trivia
Peter Christ, der ab Dezember 1889 Gemeindepastor von Bruschied war, dichtete gegen Ende des 19. Jahrhunderts über Bruschied:

„An des Soonwalds stein’gem Hange liegt ein Pfarrdorf klein und ärmlich.
Bieder sind des Dorfs Bewohner, doch ihr Portemonnaie erbärmlich.“

Unter den Bergarbeitern (Layenbrecher) war das Sprichwort „Weiber sterbe, kee Verdärbe – Gäujl’ verrecke, das is e Schrecke“, beliebt. Es brachte zum Ausdruck, wie wichtig die Landwirtschaft für die unter ärmlichen Verhältnissen lebenden Bergarbeiter war.